# 然阿乌尔村委员会
然阿乌尔村委员会（俄语：Жан-Аульский сельсовет）是俄罗斯联邦阿斯特拉罕州卡梅贾克区所属的一个村委员会。其下辖有2个居民点，行政中心为然阿乌尔。据2015年统计，该村委员会的人口为1030人。